# У полоні пісків
У полоні пісків (англ. A Far Off Place) — американський кінофільм студій Walt Disney Pictures та Miramax Films, режисером якого виступив Майкл Саломон, у головних ролях знялися Різ Візерспун, Ітан Ренделл. Сюжет базується на книгах південноафриканського письменника Лоренса ван дер Поста «Далеке місце» («A Far Off Place») та «Історія, наче вітер» («A Story Like the Wind»). Прем'єра в США відбулася 12 березня 1993 року.

## Сюжет
У Південній Африці мешкає родина Паркерів: Пол Паркер, що першим з білого населення став ділити гроші порівну з місцевим населенням, його дружина і їхня донька, Нонні. Пол Паркер, товаришує з полковником Мопані Тероном, що кожного дня переслідує браконьєрів. Пол вважає, що треба не вбивати порушників, а боротися з ними за допомогою влади, Африка, на його думку, єдине місце, де жевріє душа.
На літо до Паркерів з Нью-Йорку прилетіли Джон Вінслоу та його шістнадцятирічний син Гаррі, що не звик до життя в савані.
Нонні мріяла допомагати Мопані, тому вночі вийшла з будинку. Та невдовзі вона зустріла бушмена Габу, свого друга - він був поранений під час полювання на леопарда. Габу відчув небезпеку й запропонував не повертатися додому. Гаррі, що слідував за своєю новою знайомою, приєднався до них. Ночівля відбулася в печері з древніми наскельними малюнками.
На світанку Нонні побачила дим і побігла додому: всіх її рідних було вбито, браконьєри пограбували їхній будинок. Нонні змогла підірвати динамітом їхні машини, а потім втекла до печери. Тепер діти мали тікати до найближчого міста, адже їх переслідують браконьєри. Габу порадив йти через Калахарі (до міста Карлтон 2000 кілометрів). Їх супроводжував пес Нонні Гінса.
До пустелі дітей проводило стадо слонів - про це їх попрохав Габу, адже браконьєри йшли за ними слід у слід. Нонні побачила, що з вертольота їх шукав Рікеттс, помічник Мопані, що виявився зрадником.
Гаррі намагався розповісти Габу про телебачення, супутники й висадку на Місяць. Габу показав йому, як шукати воду й полювати. Бушмени одружуються в 16, тому Габу порадив Гаррі одружитися з Нонні. Першою здобиччю на полюванні Гаррі стала сарна. Хлопець переймався через те, що вбив живу тварину, та Габу заспокоював його: тварина віддала своє життя, щоб хлопець міг іти далі, вбивати можна лише тоді, коли мусиш це робити. Гаррі зробив зі шкури тварини жилет для Нонні.
Долання останніх дюн давалося дітям складно. Габу в ногу вкусив скорпіон, тому за водою вирушила Нонні. До них наближався Рікеттс - Габу й Нонні викликали піщану бурю, що заховала їх від ґвинтокрила. Нонні впала знесилена - вона не здогадувалася про те, що до океану залишилося кілька сотень метрів. Їх побачили діти з берегу.
У шпиталі Габу вилікували, а Нонні зустрілася з Мопані. Разом із Гаррі вони вирушили на пошуки складу Рікеттса - в старій шахті він зберігав сотні бивнів. Незважаючи на біль від втрати, Нонні не вистрілила в убивцю своїх батьків. Та Рікеттс не зміг розпрощатися зі своєю здобиччю й загинув від вибуху на шахті - таким чином Нонні поховала кістки вбитих слонів.
Гаррі мав вирушати додому, та залишився з Нонні й подарував їй двох папуг, про що вона мріяла.

## У головних ролях
- Нонні Паркер — Різ Візерспун;
- Гаррі Вінслоу — Ітан Ренделл;
- Джон Рікеттс — Джек Томпсон;
- Габу — Сейрел Бок;
- Пол Паркер — Роберт Джон Берк;
- Елізабет Паркер — Патрісія Калембер;
- Джон Вінслоу — Деніел Геролл;
- Полковник Мопані Терон — Максиміліан Шелл;
- Жардін — Майлс Андерсон

## Кінокритика та касові збори
Касові збори становили $12,890,752.
На сайті Rotten Tomatoes кінофільм здобув рейтинг у 40 % (4 позитивних та 6 негативних відгуків).

## Факти
- Стівен Спілберг висунув кінооператора Майкла Саломона на роль режисера кінофільму;
- Зйомки відбувалися в Намібії та Зімбабве;
- Різ Візерспун навчалася мови бушменів у племені Матабель;
- Разом із кінофільмом було презентовано мультфільм «Заплутані сліди» («Trail Mix-Up»).